# San Giuseppe alla Lungara
San Giuseppe alla Lungara är en kyrkobyggnad i Rom, helgad åt den helige Josef. Kyrkan är belägen vid Via della Lungara i Rione Trastevere och tillhör församlingen Santa Dorotea.
Kyrkan innehas av Pii Operai Catechisti Rurali, en kongregation grundad av Carlo Carafa år 1602.

## Kyrkans historia
Kyrkan uppfördes åren 1730–1734 efter ritningar av Ludovico Rusconi Sassi, elev till Carlo Fontana. På 1760-talet gavs Giovanni Francesco Fiori i uppdrag att rita ett bostadshus åt kongregationen, till vänster om kyrkan. Kyrkan restaurerades 1858–1861 av Antonio Cipolla. År 1872 rasade taket in och man nödgades att uppföra ett nytt.
Rusconi Sassi fann vid utformningen av interiören inspiration i Borrominis San Carlo alle Quattro Fontane. Bland interiörens målningar kan nämnas högaltarets Den helige Josefs dröm av Mariano Rossi samt Jungfru Maria med de heliga Joakim och Anna av Girolamo Pesci och Korsnedtagandet av Niccolò Ricciolini.

## Bilder
| - Nivåskillnaden mellan Via della Lungara, anlagd 1508–1512, och Lungotevere Gianicolense, anlagd på 1880-talet. |